# Кистень
Кисте́нь — контактное гибко-суставчатое холодное оружие ударно-раздробляющего действия.
Представляет собой ударный груз (костяную, металлическую или каменную гирю — било), соединённый гибким подвесом (цепью, ремнём или крепкой верёвкой), с  рукоятью (преимущественно деревянной) — кистенищем. Благодаря своей дешевизне и эффективности кистени широко использовались в X—XVII веках в Европе и Азии в качестве пехотного и кавалерийского оружия, а в ограниченном масштабе применялись и позднее.
Оружие, состоящее из ударного груза, прикреплённого к подвесу, но не имеющее рукояти, как правило, также называется кистенём. Но в ряде источников отмечается, что, поскольку оно имеет другую конструкцию и существенно отличается в технике применения, его следует рассматривать как отдельный тип оружия — гасило.
Термин «кистень» также иногда применяется по отношению к боевым цепам. Поскольку боевые цепы и кистени имеют схожую конструкцию, провести чёткую грань между ними сложно. Как правило, масса груза и длина рукояти у цепа больше, чем у кистеня, а длина подвеса — значительно меньше.

## Этимология понятия
Русское название кистеня, по одной версии, тюркского происхождения (kistän — дубина, палка). По другой — от кисти руки, на которую надевалась петля кистеня (темляк) во время боя. Также представляется вероятным происхождение названия оружия от его сходства с кистями — пучками нитей или шнурков, украшавшими пояса славян. Слово «кистень» мужского рода. Рассматривалась также версия происхождения от «кыстень» и старославянского слова «кыдати» (рвать, бросать), связанного с соответствующими словами из санскрита.
Владимир Даль отмечает, что «кистенём» могли называть не только гибко-суставчатое, но и древковое оружие — булаву:

Кистень м. басалык стар. цепик, цепник, ручное дорожное оружие: ядро, гиря, рогулька на ремне, либо на коротком кистенище, рукояти: увесистый набалдашник на короткой палке, просто насаженный, или прикованный звеньями, привязанный ремнем. Навязень, на долгом кистенище, держалке; гвоздырь, нагвоздень, палица, дубинка с нагвозженною головкою, см. булава.— 
Он также приводит другие названия этого оружия: навязень; цепник; телепень (имевший двуручную рукоять и цепь в качестве подвеса); басалык; чекмарь (используемый для верховой охоты на волков); звездыш, нагвоздень, гвоздевка, гвоздырь (имеющий шипы).

## История

### Тюрки
Древнейшие находки гирь от кистеней, использовавшихся кочевниками Восточной Европы, датируются VIII веком и принадлежат салтово-маяцкой культуре.
А. В. Крыгановым было исследовано 51 раннесредневековых ударных грузов кистеней, найденных на территории салтово-маяцкого Подонья. Согласно ему, это оружие в данном регионе появляется в VIII—IX веках и широкое распространение получает в IX—X веках. Из общего числа находок 21 была найдена на территории селищ и городищ, 30 — в захоронениях (в том числе в женских), однако при этом лишь в 8 случаях гирьки были найдены в могильниках с другими предметами вооружения и в 4 — с конским снаряжением. Вероятно, это свидетельствует о том, что кистени в качестве оружия применялись мирным населением, а в воинской среде имели ограниченное распространение по причине недостаточной эффективности против хорошего защитного вооружения. А. В. Крыганов ввёл типологию находок, основанную на материале, форме, и способу крепления подвеса:
- Тип I. Материал — кость или рог. Форма могла варьироваться от сферической до удлинённой или грушевидной. 14 экземпляров, датировка — IX—X века.
  - Вариант 1. Грузы по оси симметрии снабжены долевым каналом — сквозным отверстием для крепления подвеса.
  - Вариант 2. Отверстие или петля для крепления расположено в верхней части груза, перпендикулярно к оси симметрии.
  - Вариант 3. В долевой канал вставлен железный стержень, с одной стороны снабжённый петлёй.
- Тип II. Материал — железо. Форма близка к сферической, варьирует от приплюснутой до биконической. 19 экземпляров, датировка — вторая половина VIII—X век.
  - Вариант 1. С долевым каналом.
  - Вариант 2. С петлёй, переходящей в боевую часть через сужение. 1 экземпляр.
- Тип III. Железный груз в виде куба со срезанными углами, со сквозным отверстием. 1 экземпляр.
- Тип IV. Бронзовые или биметаллические — с бронзовым корпусом и свинцовой или железной сердцевиной. По форме — шаровидные, нередко приплюснутые или грушевидные; как правило, двухчастной или трёхчастной конструкции. 10 экземпляров. Датировки — от второй половиной VIII до начала X века.
  - Вариант 1. С долевым каналом.
  - Вариант 2. С прямоугольной петлёй, через сужение переходящей в шаровидную боевую часть.
- Тип V. Материал — свинец. Форма сферическая, снабжены долевым каналом. 5 экземпляров.
- Тип VI. Каменные грузы яйцевидной формы с долевым каналом. 2 экземпляра.

В качестве подвеса, в большинстве случаев, использовался кожаный ремень. Лишь в одном случае были обнаружены фрагменты цепи. Кистени носились, вероятно, за поясом, что следует из их расположения в захоронениях, а также об этом свидетельствуют следы трения об одежду на одной из костяных гирек.
В контексте хазарского комплекса вооружения и с учётом новых археологических находок кистени рассматривали А. В. Комар и О. В. Сухобоков. Исследователи подвергли критике классификацию, предложенную А. В. Крыгановым, поскольку основным признаком является конструкция, а не материал. Они выделили 2 основных вида.
- К первому относятся ударные грузы с петлёй, с помощью которой они, посредством подвеса, крепились к деревянной рукояти. Сюда относятся костяные гирьки с металлическим стержнем и цельные грузы из кости или металла. Подобные кистени были предметом вооружения конного воина.
- Ко второму — грузы с долевым каналом, отличающиеся разнообразной формой и материалом. Ремень продевался непосредственно сквозь отверстие. Такое оружие могло использоваться всеми слоями населения.

Авторы подчёркивают, что в некоторых случаях изделия, сходные с ударными грузами кистеней, оружием не являются. Это может относиться к гирькам из не воинских погребений, а также к свинцовым гирькам. Появление кистеней в Восточной Европе они связывают с хазарами и датируют началом VIII века.
Кистени присутствовали в комплексе вооружения волжских болгар, имели распространение среди татаро-монголов, и позднее они применялись кочевниками Средней Азии. В «Истории Абу-л-Хайр хана» XV века (Кухистани) упоминается «кистень, ломавший гранит и повергавший человека», ударом которого Бай-Ходжа-бахадур сшиб Са’ат-Ходжа-оглана «с коня жизни и бросил во прах погибели». Казахи продолжали использовать это оружие и в XVII—XVIII веках.

### Древняя Русь
Генезис кистеней в Древней Руси был исследован А. Н. Кирпичниковым на основе 127 археологических находок. Их появление связывается с влиянием кочевников и датируется X веком, а наибольшее распространение — XII—XIII веками. Уже во второй половине X века кистени получили общерусское распространение, что известно по находкам в северных и западных областях. На основе 122 ударных грузов А. Н. Кирпичниковым была составлена типология.
- Тип I. 35 экземпляров. Костяные грузы, как правило, яйцевидной формы, с долевым каналом. Их вес — 100—250 грамм. В отверстие, в ряде случаев, вставлялся железный стержень, с одной стороны которого была выполнена заклёпка, а с другой — петля, для крепления к подвесу. Боевая часть делалась из тяжёлой и плотной кости (к примеру, из рога лося). На некоторых образцах вырезаны княжеские знаки — тамги, что свидетельствует о их принадлежности дружинной знати. Кистени с костяными гирьками ведут своё происхождение от тюркских образцов. На Руси они были повсеместно распространены в X—XI веках, позднее, в связи с усилением защитного вооружения, вытесняются металлическими, однако сохраняются до XIII века.
- Тип II. 24 экземпляра. К нему относятся металлические грузы сферической, грушевидной или каплевидной формы, с гладкой, иногда — гранёной боевой частью. Их вес варьируется от 63 от 268 грамм. Гирьки имеют цельную конструкцию, для крепления к подвесу предназначена петля, выполненная, как правило, в форме кольца. Известны как железные, так и бронзовые образцы. Эти кистени датируются второй половиной X—XIII веками. Известно 2 железных экземпляра, датируемых XII веком, которые отличаются черневым орнаментом с применением серебряной инкрустации.
- Тип IIА. 22 экземпляра. В основных чертах схожи с типом II; основным отличием является шаровидная боевая часть, поверхность которой снабжена выпуклостями. Гирьки этого типа отлиты из бронзы, причём большинство заполнено свинцом. Их вес — 120—235 грамм. Данные кистени известны по находкам, преимущественно, из южной и юго-западной Руси и датируются XII—XIII веками. Аналогичные находки известны и в Волжской Болгарии, что, по мнению А. Н. Кирпичникова, может быть связано с русским импортом.
- Тип III. 20 экземпляров. Ударные грузы этого типа характеризуются грушевидной формой, уплощённой с двух боков, и биметаллической конструкцией. Они состояли из бронзового корпуса, заполненного свинцом, причём, вероятно, для экономии свинца, внутрь клали небольшой камень. Вес этих гирь составлял 200—300 грамм. Они датируются XIII веком и связываются с развитием традиции украшения оружия: на их поверхность наносился черневой орнамент, также известен образец со следами позолоты. Данный тип был распространён на юге Руси, причём 14 из 20 экземпляров было найдено в Киевской области, что, видимо, свидетельствует об их изготовлении в мастерских Киева.
- Тип IIIА. 10 экземпляров. Гирьки отлиты из бронзы и отличаются круглой, уплощённой формой. Их поверхность украшена рельефным орнаментом, изображениями и надписями. Их вес — 160—200 грамм, датировка — вторая половина XI—XIII века.
- Тип IV. 6 экземпляров. Ударный груз этого типа выполнен в виде куба со срезанными углами, к каждой грани которого припаян крупный полусферический выступ, и снабжён прямоугольной петлёй для подвеса. Материалом для их изготовления чаще служило железо, реже — медь. Поскольку половина артефактов найдена на Княжой Горе, время бытования типа датируется XII — первой половиной XIII века. Аналогичные предметы известны по находкам в Волжской Болгарии и Литве.
- Тип V. 2 экземпляра. Представляют собой бронзовые гири, появившиеся, видимо, под влиянием булав. Боевая часть представляет собой куб, на каждой грани которого, кроме верхней, расположен массивный шип, а на каждой вершине — небольшой шип. На верхней грани расположена прямоугольная петля. Таким образом, ударный груз снабжён 5 большими и 8 малыми шипами. Приблизительная датировка данных кистеней — XII—XIII века.
- Тип VI. 3 экземпляра. Железные ударные грузы биконической формы с прямоугольной петлёй. Иногда нижний конус боевой части был выпуклым, а верхний — вогнутым. Кистень данного типа из Серенска относится к XIII веку, датировка остальных неизвестна — возможно, они являются более поздними. Два схожих образца происходят из Литвы и Татарстана.

Ударный груз с помощью подвеса — ремня или верёвки — крепился к рукояти. Однако детали конструкции неизвестны. Найдена лишь одна железная втулка с петлёй, предположительно, служившая для крепления подвеса к рукояти.
Кистень в Древней Руси, согласно А. Н. Кирпичникову, относился, прежде всего, к числу предметов вооружения конного воина и выполнял роль вспомогательного оружия. В быстротечной схватке с конным противником кистенём можно было нанести внезапный и быстрый удар, позволявший его нейтрализовать.
Таким образом, появившиеся в IX—X веках кистени чаще снабжались костяными гирьками. Гирьки по большинству имели гладкую яйцевидную форму. В центре гири делалось сквозное продольное отверстие, куда вставлялся металлический стержень. На более широком конце гири стержень расклёпывался, а на другом конце загибался в петлю, служившую для скрепления гири с ремнём или верёвкой. Некоторые гири не имели стержня, поэтому подвес к ним крепился за вырезанное в кости ушко. У простейших ударных грузов в теле делалось продольное отверстие, в которое пропускался ремешок, служивший одновременно и подвесом, и рукоятью. Вес ударного груза таких кистеней составлял 100—250 грамм. Подобные костяные кистени были весьма популярны в X—XI веках (по данным археологии, на Русь находки костяных гирь составляют почти 30 % от числа всех ударных грузов кистеней) и просуществовали до XIII века включительно, когда усиление брони потребовало поиска новых, более долговечных и мощных видов оружия. С XII века большинство кистеней снабжаются металлическими ударными грузами. Как и любой другой вид русского оружия, средневековые кистени часто украшались — серебром, чернью, чеканным орнаментом. Археологами найдено множество кистеней, отлитых в 1200—1240 годах на которых были изображены крест и древо жизни. На некоторых гирьках, в том числе и костяных, встречаются также изображения льва, птицы или родового знака. Красота украшений на кистенях нарастает к XII веку, когда большое распространение получает техника чернения по бронзе, серебру или железу с применением серебряной инкрустации. Бытовали даже позолоченные гири. Возможно, что такие кистени являлись княжеским атрибутом. Особенно большого мастерства достигли русские ремесленники в украшениях кистеней с «выпуклостями», где некоторые элементы украшений искусно подражают зерни и скани.
По мнению Л. И. Смирновой, значительная часть находок, атрибутированных как кистени, в действительности являются весовыми гирями. Это относится как к металлическим, так и к костяным гирькам, в особенности — к украшенным. Знаки на гирьках, согласно предположению Смирновой, являются свидетельством их поверки.

### Россия

#### Московское государство
В Московском государстве кистени были широко распространённым военным и гражданским оружием. Хотя археологических находок, относящихся к этому периоду, значительно меньше, чем древнерусских, о применении данного оружия свидетельствуют письменные источники. Так, посетивший Москву в первой половине XVI века Герберштейн писал об оружии поместной конницы

Обыкновенное их оружие — лук, стрелы, топор, копье и палка наподобие (римского) цеста (coestus), которая по-русски называется кистень (kesteni), а по-польски — бассалык (bassalick). Это в две пяди (Spanne) деревянная рукоять, к которой прибит крепкий ремень, а на его конце привязан кусок меди, железа или оленьего рога; ремень также длиной почти в полторы пяди.
Сцену выезда великого князя Василия III на охоту Герберштейн описывал следующим образом: 

На спине под поясом он имел особый вид оружия, напоминающий древнеримский цест; этим оружием они обычно пользуются на войне. Это палка, несколько длиннее локтя, к которой прибит кожаный ремень длиной в две пяди; на краю ремня находится железная или медная булава, в виде какого-то обрубка. Но у государя этот обрубок был со всех сторон украшен золотом.
В XVII веке подобное оружие, в некоторой степени, всё ещё сохраняло военное назначение — в описи оружейной палаты Кирило-Белозёрского монастыря 1668 года, помимо всего прочего, упоминаются «сто шестьдесят кистеней железных». Однако к этому времени кистень уже становится преимущественно гражданским оружием.
Вопросы, связанные с применением кистеней на Руси в XV—XVII веках, были затронуты О. В. Двуреченским. Им была предложена классификация гибко-суставчатого оружия, разделяющая обычные кистени с рукоятью, гасила без рукояти, тяжёлые кистени, ударный груз к рукояти которым крепится посредством массивной цепи и втулки и боевые цепы. В его работе упоминаются только две археологических находки ударных грузов обычных кистеней данного периода. Одна из них — из Волоколамска, представляет собой биконический ударный груз из железа и датируется XVI—XVII веками. Другая гирька происходит из Орешка и датируется XVI веком. Она выполнена из бронзы, имеет форму куба с 5 пирамидальными шипами и отличается очень маленьким размером, в связи с чем, согласно предположению А. Н. Кирпичникова, могла принадлежать детскому кистеню. Однако, с учётом того, что впоследствии было найдено большое число аналогичных маленьких бронзовых гирек, более вероятно, что они являлись утяжелителями на конце плетей. Их размер, вместе с петлёй, составляет около 2 см.

#### Российская империя
В Российской империи кистени, боевые цепы и гасила сохранялись в качестве оружия самообороны среди мирного населения, и нападения — среди грабителей. Были они и на вооружении мятежников, в частности, применялись участниками Пугачёвского восстания. Известен случай применения его священником для самообороны: 

Чтобы победить его упорство, Тингай хватил его нагайкой; священник в свою очередь выхватил кистень и начал отмахиваться (кистень состоит из аршинного ремня, привязанного к череню аршинной же длины; к концу ремня прикреплён деревянный шар, корневой или дубовый, вершка два или три в диаметре)
Подобное оружие для самозащиты широко применялось ямщиками. Используемые ими кистени или цепы, как правило, состояли из металлического ударного груза, который с помощью недлинной цепи соединялся с металлической втулкой, которая крепилась к деревянной рукояти. Рукоять могла быть приспособлена для работы как одноручным, так и двуручным хватом. В нижней части она иногда имела утолщение, предназначенное для удобства хвата, а также иногда снабжалась темляком. Длина рукоятей подобных кистеней из коллекции Пермского областного краеведческого музея — от 75 до 151 см.
Ударные грузы ковались из железа в форме куба со срезанными углами, призмы или шара. В XIX — начале XX веков гири для кистеней отливались из чугуна в частных чугунолитейных мастерских — они, как, правило, были в форме шара с небольшими шипами. Нередко в качестве ударных грузов использовались различные подручные предметы — весовые гири и даже шестерёнки.
Один из кистеней, принадлежавших сибирскому ямщику, состоял из берёзовой рукояти длиной 70—75 см, с одной стороны снабжённой ременным темляком, а с другой — цепью, к которой крепился чугунный груз с шипами весом около 800 г. Также использовались гранёные гирьки, вес которых мог достигать 2 фунтов, а в редких случаях — и больше. Удара таким кистенём по голове было достаточно, чтобы проломить череп и убить противника.
Разные виды гибко-суставчатого оружия в России и технику их применения своими современниками описал в своём словаре Владимир Даль: 

Кистень (глухой), гирька на коротком кистенище; его нашивали в рукаве, за пазухой, за голенищем; кистень-навязень, цепник, ядро или гиря на цепи, на ремне, с цеповищем; одноручный цепник, короткий и легкий; двуручный, телепень или басалык, на долгом цеповище; кистень летучий, гиря на ремне, который наматывается, кружа, на кисть, и с размаху развивается; бивались и в два кистеня, в-оберучь, распуская их, кружа ими, ударяя и подбирая поочередно; к такому бойцу не было рукопашного приступа.— 
Кистени использовались на охоте, например для добивания волков, обездвиженных собаками. В связи с этим отдельные разновидности ударных грузов, найденных неофициальными «копателями» древностей, называют «волкобоями»; однако, в научном сообществе такая атрибутация подобных находок не имеет поддержки.
В XIX веке запрещалось носить кистени жителям Санкт-Петербурга и его пригородов.

### Западная Европа
В Европе гибко-суставчатое оружие получает распространение в XIII веке, а, возможно, и раньше. Его ранним типом был боевой цеп, происходивший от сельскохозяйственного орудия и получивший наибольшее распространение среди пеших ополченцев. Это оружие состояло из двух деревянных палок — рукояти и боевой части, последняя в некоторых случаях усиливалась металлом или снабжалась шипами.
Необходимость увеличения поражающего действия и силы удара, согласно предположению К. В. Асмолова, привела к увеличению длины подвеса и замены деревянной боевой части на цельнометаллическую гирю. Подобное оружие называлось кропило (фр. goupillon) и представляло собой двуручный кистень. Ударный груз нередко представлял собой шар с шипами по типу моргенштерна. К деревянной рукояти он крепился при помощи цепи, длина которой обычно не превышала 0,5 м и была короче половины длины древка. Со временем появляются другие разновидности этого оружия, в том числе — снабжённые короткой одноручной рукоятью. Однако, вопрос о том, имело ли подобное одноручное оружие сколь либо заметное боевое применение, является дискуссионным.
Другой разновидностью европейского гибкого оружия были кистени с несколькими боевыми частями: к рукояти крепилось 3—4 подвеса одинаковой длины, на каждом из которых закреплялся небольшой ударный груз. В Германии и Англии это оружие было известно как скорпион. Подобный «тройной кистень», наряду с боевым цепом, изображён в трактате Тальхоффера «Старое вооружение и искусство борьбы» 1459 года в качестве оружия, рекомендуемого команде боевого воза.
Оружие этих типов встречалось на вооружении европейской пехоты и пользовалось стабильной популярностью, как дешёвое и эффективное оружие самообороны и социальных конфликтов. В частности, кистени были весьма популярны у преступников, ополченцев и восставших крестьян. Об этом говорит, к примеру, большая популярность цепов и кропил в среде гуситов в Чехии и в повстанческих армиях России в XVII веке. Также не исключено, что кистени с короткой рукоятью могли эпизодически применяться кавалерией, хотя большой популярности в этом качестве не снискали из-за плохо предсказуемой траектории движения, большой инерции и сложности манипулирования. Наибольшее распространение в Европе кистени и различные их вариации получили в XV веке. В дальнейшем, по мере становления профессиональных европейских пехотных армий позднего Средневековья и в рамках общей тенденции к понижению роли холодного оружия в связи с появлением огнестрельного, цепы и кистени постепенно вышли из состава вооружения организованных армий Европы, однако продолжали сохранять некоторое боевое значение до конца XVIII века. В XIX веке в связи с интересом к истории в Западной Европе было сделано много стилизованного оружия, включая кистени, что отрицательно повлияло на современные знания об использовании этого оружия в Средние века.
Кавалерийские кистени, аналогичные кочевническим или русским, в западных государствах распространения не имели. Известно лишь три находки гирек такого типа в Финляндии и одна — в Германии. Некоторое число находок происходит с территории Польши, однако большинство из них обнаружено близ восточной границы и связывается с Русью.
- Фрагмент картины Пьеро делла Франческа, середина XV века
- «Тройной кистень» и боевой цеп на иллюстрации из трактата Х. Тальхоффера по фехтованию. 1459 г.
- Битва в Ронсевальском ущелье (778). Гобелен, вышитый шелком. Бургундия, 1475-1500 гг.
- Западноевропейский кистень с тремя ударными грузами из испанского пособия по фехтованию 1675 года
- Битва при Судомерже 25 марта 1420 года, одно из первых сражений гуситских войн. Отчётливо видны двуручный кистень и молотило в руках воинов. Картина Фердинанда Хеттеша, нач. XX в.

### Индо-иранский регион
В эпоху позднего Средневековья и Нового времени кистени имели незначительное распространение в Иране и Индии. В своде XVI века «Аин-и-Акбари» (перс. آئینِ اکبری‎‎ — «Установления Акбара») кистень изображён в числе прочих предметов вооружения. Индийское название этого типа оружия — киптан или кестан.
Некоторое количество индийских и иранских кистеней сохранилось в музейных коллекциях. Один из экземпляров подобного оружия, известный как кабастин, состоит из стальной рукояти длиной около 50 см, к которой с помощью 30 см цепочки крепится стальной ударный груз биконической формы (конические части с прямыми образующими). Характерной чертой являются два шаровидных утолщения, ограничивающие часть рукояти, предназначенную для удержания рукой. На поверхности оружия сохранились следы серебряного декора. Сохранился индийский кистень XVIII века, состоящий из железной рукояти 40 см, к которой с помощью подвеса такой же длины крепится латунная гирька грушевидной формы.
Также в Индии применялись кистени с несколькими подвесами. Как правило, длина их рукояти составляла около 50 см, длина цепей была такой же. Цепи крепились к рукояти с помощью кольца. Один из подобных кистеней, датируемый XIX веком, выполнен из железных деталей — рукояти длиной 50 см, к которой крепятся две более длинные цепи, на концах которых — гирьки сферической формы. В некоторых вариантах цепочка, к концам которой присоединялось по грузу, продевалась сквозь кольцо, закреплённое на рукояти, и могла перемещаться. Такое оружие можно было использовать как кистень с одним или двумя подвесами одинаковой или разной длины. Сохранился кистень с тремя короткими цепочками с небольшими гирьками, рукоять которого снабжена полусферической гардой и сферическим навершием. Техника применения такого оружия, согласно Асмолову, была схожа с техникой работы одноручным боевым цепом.
В индийском трактате «Нуджум ал-Улум» (1570) приведено изображение «тройного» кистеня с гардой. В нём сообщается, что ударные грузы делаются из железа, по форме похожи на лимоны, круглые или, что предпочтительнее, шестигранные. Длина цепного подвеса должна быть не менее 12 пальцев (~23 см).
Также сохранилось оружие XVIII века, состоящее из деревянной рукояти длиной 47 см, на концы которой надеты втулки, к которым крепится по цепочке с грузом. Каждый груз схож с Сатурном и представляет собой крупный шар, разделённый широким и острым металлическим кольцом на две половины, поверхности которых покрыты тканью. Вес кистеня составляет 1,05 кг, он происходит из Гуджарата. Подобное оружие называлось камбаджанг (cumberjung). Его применение, в отличие от других кистеней, требовало значительного мастерства.

### Восточная Азия
На Дальнем Востоке имело хождение оружие, конструктивно близкое кистеням, однако было значительно менее распространено, чем другие типы гибко-суставчатого оружия.
В Китае некоторые варианты боевых цепов шао цзи и лянь цзя гунь иногда имели достаточно длинный подвес и короткую боевую часть, что приближало их к кистеням. Таково оружие те лянь цзя бан («дубинка на железной цепи»), оно имело металлическую боевую часть с двумя острыми гранями, а появилось, предположительно, ещё в период Сун. «Гибкий молот» — жуань чуй (кит. упр. 软锤, пиньинь ruǎn chuí) — состоял из одноручной деревянной рукояти, с помощью цепи к которой крепилась сферическая боевая часть с шипами. Он также возник в период Сун, и применялся не только как боевое, но и как тренировочное оружие. Схожи с кистенями были и некоторые малозвенные варианты цзебянь. Оружие ганьцзыбянь (кит. упр. 杆子鞭, пиньинь gǎnzibiān, буквально: «плеть на рукояти»), также известное как сыюйбянь, состояло из рукояти длиной около 120 см, к которой с помощью подвеса такой же длины крепился ударный груз в виде наконечника копья, весивший до 200 г. Оно происходит от пастушьего кнута. Британец Генри Эван Мёрчисон Джеймс, посетивший в 1886 году империю Цин, сообщал о использовании кистеней, состоящих из деревянной рукояти и цепи с гирькой из железа, крестьянами для самообороны, а также о том, что они встречались на вооружении солдат знамённых войск.
В Японии применялось оружие тигирики (яп. 契木), которое состояло из деревянной или металлической рукояти, к которой с помощью цепи крепился небольшой ударный груз. Длина рукояти могла быть весьма различной, длина подвеса составляла, как правило, от половины до трёх четвёртых длины рукояти. Общая же длина наиболее крупных вариантов оружия могла достигать 2,5—3 м. Также существовали разновидности тигирики с рукоятью снабжённой копейным наконечником. В одних случаях он одевался на конец, противоположный цепи; в других — цепь крепилась сразу возле наконечника. Некоторые варианты синоби-дзуэ (яп. 忍び杖) представляли собой полую рукоять, с одной стороны которой с помощью цепочки крепился ударный груз. Груз с цепью скрывался внутри рукояти и при атаке выбрасывался в противника. В некоторых случаях к двум концам шеста крепилось по цепочке — оружие подобной конструкции было известно и в Китае.
В Юго-Восточной Азии аналог кистеня был известен под названием най. Это оружие представляло собой палку длиной около 120 см, с одного конца снабжённую остриём. К другому концу крепилась цепь длиной около 40 см, снабжённая ударным грузом.

## Кистени в наше время
В криминальной среде конца XIX—начала XX веков широкое распространение получил упрощённый вид кистеня, состоящий из гири произвольной формы (чаще гайки крупного диаметра), соединенной шнуром с поперечным держаком длиной около 10 см. В 1960—1980-е годы экспертами-криминалистами в качестве кистеней квалифицировались, к примеру, приспособления, состоящие из обрезка резинового поливочного шланга с вкрученным в его конец болтом большого диаметра. До настоящего времени данные приспособления и другое оружие схожего с ними устройства квалифицируются экспертами-криминалистами как кистени.
В соответствии со статьёй 223 УК РФ, незаконное изготовление кистеня, являющегося холодным оружием, наказываются обязательными работами на срок до четырехсот восьмидесяти часов либо исправительными работами на срок от одного года до двух лет, либо ограничением свободы на срок до двух лет, либо лишением свободы на срок до двух лет со штрафом в размере от пятидесяти тысяч до восьмидесяти тысяч рублей или в размере заработной платы или иного дохода осужденного за период до шести месяцев либо без такового.
В среде исторической реконструкции кистени не применяются. Причинами тому служат, главным образом, высокая ударная сила и травмоопасность кистеня, которую практически невозможно снизить, а также практическая невозможность эффективного контроля поражающего элемента. Кроме того, по указанным выше причинам при использовании кистеня в реконструкции возможны проблемы с правоохранительными органами.

## Тактика применения
Кистень был лёгким оружием, позволяющим наносить внезапные удары. На основании того факта, что из всех восточноевропейских археологических находок ударных грузов лишь несколько происходит из погребений, сопровождавшихся другими предметами вооружения и сбруей, А. В. Крыганов делает вывод, что кистени применялись, скорее, мирным населением, чем профессиональными воинами. Об этом свидетельствует и значительное число неметаллических гирек, и их сравнительно малый вес, что не позволяло эффективно использовать кистени против воинов, обладающих хорошим защитным вооружением.
Однако, как отмечает А. Н. Кирпичников, этот вывод не совсем верен. Присутствие кистеней в погребениях с полным комплексом вооружения всадника свидетельствует о том, что применялись они и в тяжёлой кавалерии. Однако такие гирьки делались только из металла и отличались большим весом; например, вес ударного груза из кочевнического кургана Таганчи составляет 315 г (в то время как вес других гирек составляет 100—250 г, а иногда и меньше). О принадлежности состоятельным дружинникам свидетельствуют украшения на некоторых гирьках. Кирпичников отмечает, что из всего русского материала почти половина находок происходит из Киевской области, в XII—XIII веках бывшей зоной активных конфликтов между русскими и кочевниками. Кроме того, далеко не каждый воин мог позволить себе хороший доспех, поэтому, в целом, кистень был достаточно эффективным боевым оружием. В целом, на Руси кистени имели повсеместное распространение — применялись они как мирными людьми, так и воинами-профессионалами. Однако, в силу того, что это оружие было дополнительным, упоминания о нём в письменных источниках отсутствуют.
Несмотря на небольшой вес ударного груза, скорость позволяла компенсировать этот недостаток. О силе удара свидетельствуют повреждения костяных грузов. От ударов на их поверхности оставались выбоины, а иногда и сами грузы ломались. Другим примером является череп погребённого в одном хазарском могильнике — травма, нанесённая ударом кистеня, привела к разрушению костной ткани. По расчётам Кирпичникова, сила удара, наносимая булавой или кистенём, составляла порядка 6,6—14 кг, в то время как для разрушения любой кости достаточно 8 кг. Таким образом, ударом кистеня можно было нанести тяжёлые повреждения бездоспешному противнику или же «ошеломить», оглушить человека в доспехе.
Надо сказать, что, при своей доступности и дешевизне, кистень являлся оружием, достаточно сложным в обращении. Для эффективного использования всех преимуществ кистеня от воина требовались определённые навыки. Даже кистени с лёгкими по массе ударными грузами обладали высокой ударной силой, а защититься от умелого удара кистеня было достаточно сложно. Правда, важно иметь в виду, что, в отличие от меча и булавы, сам кистень был практически непригоден для отражения ударов, поэтому требовал использования надёжного защитного снаряжения или щита.
При использовании гасила — кистеня без рукояти — верёвка или ремень или тонкая и крепкая цепь с гирей прятались в рукав для неожиданного удара по врагу, что являлось основополагающим поражающим фактором, путём резкого выброса и поражения за счёт внезапности.
Совершенно другой была техника применения тяжёлых кропил и цепов в пехоте. Это оружие позволяло наносить мощные удары, однако требовало замаха, что затрудняло его использование в плотном бою. Такое оружие имело хождение в пеших вооружённых формированиях Европы, особенно активно использовали его чешские табориты, немецкие крестьяне в ходе Крестьянской войны XVI века.

### Комментарии
1. ↑  Игрушечные кистени известны этнографически — в XIX веке они использовались крестьянскими детьми. Они имели сплетённое из лыка «било», которое при помощи верёвки крепилась к деревянной палке.[28].
2. ↑  См. иллюстрацию. Схематичное изображение кистеня — в правом верхнем углу.